# Aguazul
Aguazul – miasto w Kolumbii, w departamencie Casanare.